# 25 Canum Venaticorum
25 Canum Venaticorum, som är stjärnans Flamsteed-beteckning, är en dubbelstjärna i den mellersta delen av stjärnbilden Jakthundarna. Den har en kombinerad skenbar magnitud på ca 4,82 och är svagt synlig för blotta ögat där ljusföroreningar ej förekommer. Baserat på parallaxmätning inom Hipparcosuppdraget på ca 16,4 mas, beräknas den befinna sig på ett avstånd på ca 199 ljusår (ca 61 parsek) från solen. Den rör sig närmare solen med en heliocentrisk radialhastighet på ca –10 km/s.

## Egenskaper
Primärstjärnan 25 Canum Venaticorum A är en vit till blå jättestjärna av spektralklass A7 III. Den har en massa som är ca 2,2 solmassor, en radie som är ca 3,6 solradier  och utsänder ca 36 gånger mera energi än solen från dess fotosfär vid en effektiv temperatur på ca 7 600 K. Stjärnan har en hög projicerad rotationshastighet på 235 km/s, vilket ger den en något tillplattad form med en ekvatoriell radie som är 27 procent större än polarradien.
25 Canum Venaticorum är en vid dubbelstjärna med en omloppsperiod på 228 år och en excentricitet på 0,80. Följeslagaren, 25 Canum Venaticorum B, är stjärna av skenbar magnitud 6,95 och av spektralklass A8 V:,  där suffixnoten ":" anger viss osäkerhet i klassificeringen av stjärnan. År 2001 hade stjärnorna en projicerad separering av 107,0 AE.